# Городница (Чортковский район)

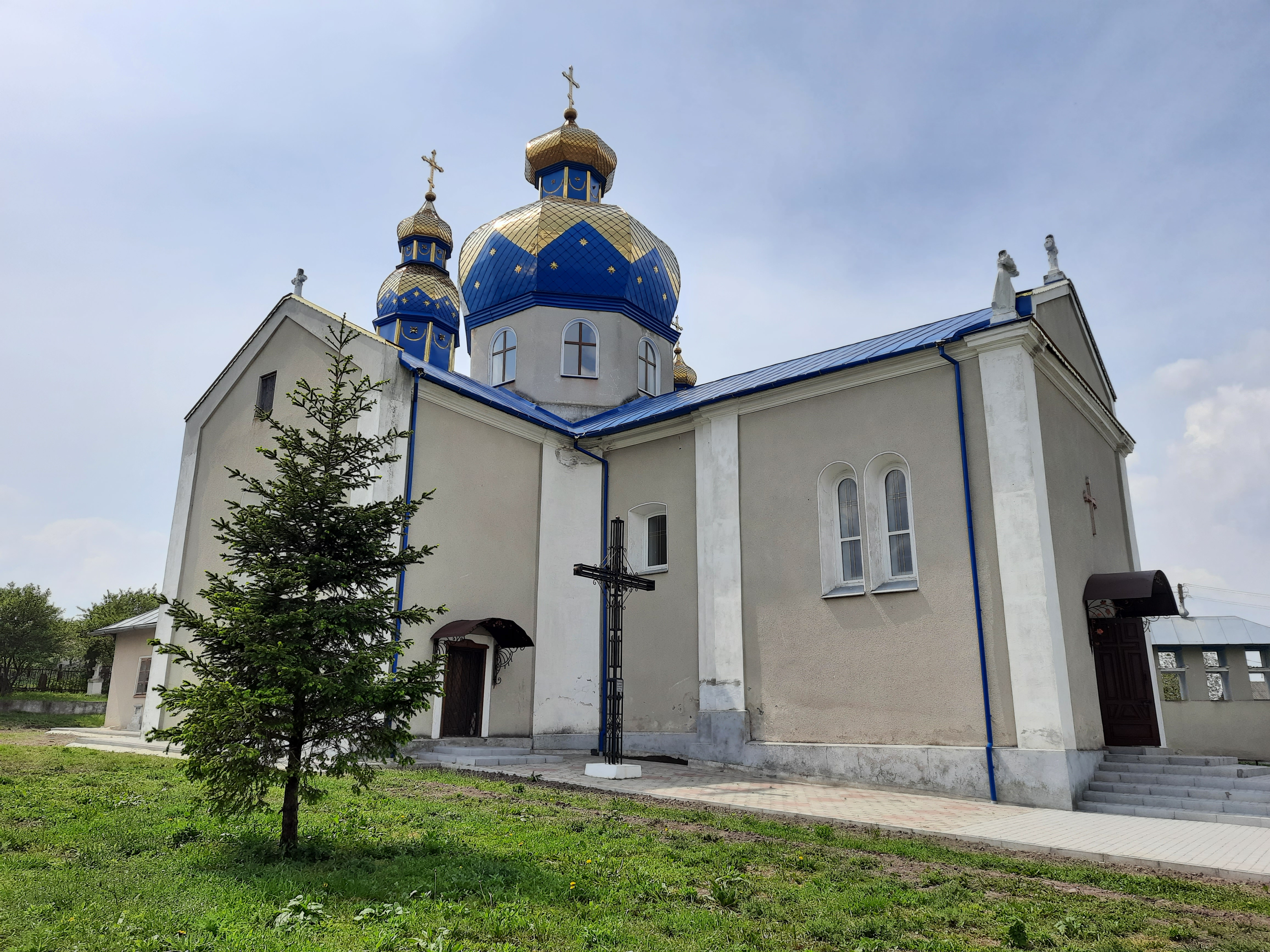
Церковь Святой Троица в Городнице

Городни́ца (укр. Городниця) — село в Гусятинской поселковой общине Чортковского района Тернопольской области Украины.
До 2020 года входило в Гусятинский район.
Код КОАТУУ — 6121681001. Население по переписи 2001 года составляло 1603 человека.

## Географическое положение
Село Городница находится на берегу реки Гнилая,
выше по течению примыкает село Постоловка,
ниже по течению на расстоянии в 2 км расположено село Лычковцы.
Через село проходит автомобильная дорога Т-2002.

## История
- 1318 год — дата основания.

## Объекты социальной сферы
- Школа.
- Дом культуры.
- Фельдшерско-акушерский пункт.

## Достопримечательности
- Братская могила советских воинов.